# Canton de Causse et Vallées
Le canton de Causse et Vallées est une circonscription électorale française du département du Lot.

## Histoire
Un nouveau découpage territorial du Lot entre en vigueur à l'occasion des élections départementales de 2015. Il est défini par le décret du 13 février 2014, en application des lois du 17 mai 2013 (loi organique 2013-402 et loi 2013-403). Les conseillers départementaux sont, à compter de ces élections, élus au scrutin majoritaire binominal mixte. Les électeurs de chaque canton élisent au Conseil départemental, nouvelle appellation du Conseil général, deux membres de sexe différent, qui se présentent en binôme de candidats. Les conseillers départementaux sont élus pour 6 ans au scrutin binominal majoritaire à deux tours, l'accès au second tour nécessitant 12,5 % des inscrits au 1er tour. En outre la totalité des conseillers départementaux est renouvelée. Ce nouveau mode de scrutin nécessite un redécoupage des cantons dont le nombre est divisé par deux avec arrondi à l'unité impaire supérieure si ce nombre n'est pas entier impair, assorti de conditions de seuils minimaux. Dans le Lot, le nombre de cantons passe ainsi de 31 à 17.
Le canton de Causse et Vallées est formé de communes des anciens cantons de Saint-Géry (7 communes), de Lauzès (12 communes), de Livernon (5 communes), de Cajarc (14 communes), de Limogne-en-Quercy (3 communes) et de Labastide-Murat (6 communes). Avec ce redécoupage administratif, le territoire du canton s'affranchit des limites d'arrondissements, avec 22 communes incluses dans l'arrondissement de Cahors, quatre dans l'arrondissement de Gourdon et 19 dans celui de Figeac. Le bureau centralisateur est situé à Cajarc.

## Représentation
| Période élective | Période élective | Mandat        | Mandat                | Identité           | Nuance | Nuance | Qualité |
| ---------------- | ---------------- | ------------- | --------------------- | ------------------ | ------ | ------ | --- |
| 2015             | 2021             | 2015          | 2021                  | Françoise Lapergue |        | LREM   | Secrétaire commerciale retraitée Maire de Lentillac-du-Causse (depuis 2001)                                       |
| 2015             | 2021             | 2015          | novembre 2020 (décès) | Jean-Jacques Raffy |        | LREM   | Agriculteur retraité Conseiller général du canton de Cajarc (2004-2015) Maire de Saint-Sulpice (2001-2014)        |
| 2015             | 2021             | novembre 2020 | 2021                  | Alain Marty        |        | PS     | Mandataire judiciaire à la protection des majeurs Maire des Pechs-du-Vers, sénateur suppléant                     |
| 2021             | 2028             | 2021          | en cours              | Frédéric Decremps  |        | LREM   | Technicien en technique du bâtiment, maire de Saint-Cirq-Lapopie                                                  |
| 2021             | 2028             | 2021          | en cours              | Françoise Lapergue |        | LREM   | secrétaire commerciale retraitée Maire de Lentillac-du-Causse (depuis 2001) Suppléante du sénateur Raphaël Daubet |

### Résultats détaillés

#### Élections de mars 2015
Lors des élections départementales de 2015, le binôme composé de Françoise Lapergue et Jean-Jacques Raffy (DVG) est élu au premier tour avec 58,12% des suffrages exprimés, devant le binôme composé de Nathalie Font et Jacques Smets (FN) (21,53%). Le taux de participation est de 65,1 % (5 037 votants sur 7 737 inscrits) contre 59,43 % au niveau départemental et 50,17 % au niveau national.
Françoise Lapergue et Jean-Jacques Raffy, élus DVG en 2015, ont rejoint LREM.

#### Élections de juin 2021
Le premier tour des élections départementales de 2021 est marqué par un très faible taux de participation (33,26 % au niveau national). Dans le canton de Causse et Vallées, ce taux de participation est de 54,77 % (4 542 votants sur 8 293 inscrits) contre 43,85 % au niveau départemental. À l'issue de ce premier tour,  le binôme constitué de Frédéric Decremps et Françoise Lapergue (DVG , 53,81 %), est élu avec 53,81 % des suffrages exprimés.
Françoise Lapergue et Frédéric Decremps sont membres du groupe radical et indépendant.

## Composition
Le canton de Causse et Vallées comprenait quarante-sept communes entières à sa création.
À la suite de la création des communes nouvelles de Cœur de Causse au 1er janvier 2016 et de Saint Géry-Vers au 1er janvier 2017 ainsi qu'au décret du 5 mars 2020 les rattachant entièrement au canton de Causse et Vallées, le canton comprend désormais quarante-quatre communes entières.
| Nom                            | Code Insee | Intercommunalité                | Superficie (km2) | Population (dernière pop. légale) | Densité (hab./km2) | Modifier                                    |
| ------------------------------ | ---------- | ------------------------------- | ---------------- | --------------------------------- | ------------------ | ------------------------------------------- |
| Cajarc (bureau centralisateur) | 46045      | CC Grand-Figeac                 | 25,10            | 1 134 (2022)                      | 45                 | modifier les données · modifier les données |
| Berganty                       | 46027      | CC du Pays de Lalbenque-Limogne | 6,98             | 138 (2022)                        | 20                 | modifier les données · modifier les données |
| Blars                          | 46031      | CC du Causse de Labastide-Murat | 25,68            | 135 (2022)                        | 5,3                | modifier les données · modifier les données |
| Bouziès                        | 46037      | CA Grand Cahors                 | 8,20             | 94 (2022)                         | 11                 | modifier les données · modifier les données |
| Brengues                       | 46039      | CC Grand-Figeac                 | 20,56            | 197 (2022)                        | 9,6                | modifier les données · modifier les données |
| Cabrerets                      | 46040      | CA Grand Cahors                 | 43,38            | 222 (2022)                        | 5,1                | modifier les données · modifier les données |
| Cadrieu                        | 46041      | CC Grand-Figeac                 | 5,24             | 168 (2022)                        | 32                 | modifier les données · modifier les données |
| Calvignac                      | 46049      | CC Grand-Figeac                 | 17,89            | 241 (2022)                        | 13                 | modifier les données · modifier les données |
| Caniac-du-Causse               | 46054      | CC du Causse de Labastide-Murat | 35,00            | 379 (2022)                        | 11                 | modifier les données · modifier les données |
| Carayac                        | 46056      | CC Grand-Figeac                 | 6,87             | 107 (2022)                        | 16                 | modifier les données · modifier les données |
| Cénevières                     | 46068      | CC du Pays de Lalbenque-Limogne | 15,69            | 179 (2022)                        | 11                 | modifier les données · modifier les données |
| Cœur de Causse                 | 46138      | CC du Causse de Labastide-Murat | 70,76            | 890 (2022)                        | 13                 | modifier les données · modifier les données |
| Cras                           | 46079      | CC du Causse de Labastide-Murat | 10,22            | 99 (2022)                         | 9,7                | modifier les données · modifier les données |
| Crégols                        | 46081      | CC du Pays de Lalbenque-Limogne | 18,35            | 82 (2022)                         | 4,5                | modifier les données · modifier les données |
| Esclauzels                     | 46092      | CC du Pays de Lalbenque-Limogne | 17,73            | 218 (2022)                        | 12                 | modifier les données · modifier les données |
| Espagnac-Sainte-Eulalie        | 46093      | CC Grand-Figeac                 | 9,75             | 92 (2022)                         | 9,4                | modifier les données · modifier les données |
| Espédaillac                    | 46094      | CC Grand-Figeac                 | 34,93            | 282 (2022)                        | 8,1                | modifier les données · modifier les données |
| Frontenac                      | 46116      | CC Grand-Figeac                 | 2,84             | 70 (2022)                         | 25                 | modifier les données · modifier les données |
| Gréalou                        | 46129      | CC Grand-Figeac                 | 17,50            | 302 (2022)                        | 17                 | modifier les données · modifier les données |
| Grèzes                         | 46131      | CC Grand-Figeac                 | 11,02            | 158 (2022)                        | 14                 | modifier les données · modifier les données |
| Larnagol                       | 46155      | CC Grand-Figeac                 | 24,36            | 136 (2022)                        | 5,6                | modifier les données · modifier les données |
| Larroque-Toirac                | 46157      | CC Grand-Figeac                 | 6,56             | 132 (2022)                        | 20                 | modifier les données · modifier les données |
| Lauzès                         | 46162      | CC du Causse de Labastide-Murat | 6,39             | 205 (2022)                        | 32                 | modifier les données · modifier les données |
| Lentillac-du-Causse            | 46167      | CC du Causse de Labastide-Murat | 13,68            | 108 (2022)                        | 7,9                | modifier les données · modifier les données |
| Lunegarde                      | 46181      | CC du Causse de Labastide-Murat | 10,43            | 94 (2022)                         | 9,0                | modifier les données · modifier les données |
| Marcilhac-sur-Célé             | 46183      | CC Grand-Figeac                 | 27,30            | 183 (2022)                        | 6,7                | modifier les données · modifier les données |
| Montbrun                       | 46198      | CC Grand-Figeac                 | 8,34             | 111 (2022)                        | 13                 | modifier les données · modifier les données |
| Nadillac                       | 46210      | CC du Causse de Labastide-Murat | 7,35             | 73 (2022)                         | 9,9                | modifier les données · modifier les données |
| Orniac                         | 46212      | CC du Causse de Labastide-Murat | 16,79            | 72 (2022)                         | 4,3                | modifier les données · modifier les données |
| Les Pechs du Vers              | 46252      | CC du Causse de Labastide-Murat | 26,21            | 306 (2022)                        | 12                 | modifier les données · modifier les données |
| Puyjourdes                     | 46230      | CC Grand-Figeac                 | 7,83             | 90 (2022)                         | 11                 | modifier les données · modifier les données |
| Quissac-en-Quercy              | 46233      | CC Grand-Figeac                 | 25,17            | 106 (2022)                        | 4,2                | modifier les données · modifier les données |
| Sabadel-Lauzès                 | 46245      | CC du Causse de Labastide-Murat | 8,79             | 91 (2022)                         | 10                 | modifier les données · modifier les données |
| Saint-Chels                    | 46254      | CC Grand-Figeac                 | 17,91            | 142 (2022)                        | 7,9                | modifier les données · modifier les données |
| Saint-Cirq-Lapopie             | 46256      | CA Grand Cahors                 | 17,89            | 204 (2022)                        | 11                 | modifier les données · modifier les données |
| Saint Géry-Vers                | 46268      | CA Grand Cahors                 | 31,52            | 912 (2022)                        | 29                 | modifier les données · modifier les données |
| Saint-Jean-de-Laur             | 46270      | CC Grand-Figeac                 | 21,57            | 247 (2022)                        | 11                 | modifier les données · modifier les données |
| Saint-Martin-Labouval          | 46276      | CC du Pays de Lalbenque-Limogne | 13,49            | 196 (2022)                        | 15                 | modifier les données · modifier les données |
| Saint-Pierre-Toirac            | 46289      | CC Grand-Figeac                 | 5,83             | 164 (2022)                        | 28                 | modifier les données · modifier les données |
| Saint-Sulpice                  | 46294      | CC Grand-Figeac                 | 13,19            | 134 (2022)                        | 10                 | modifier les données · modifier les données |
| Sauliac-sur-Célé               | 46299      | CC Grand-Figeac                 | 25,13            | 116 (2022)                        | 4,6                | modifier les données · modifier les données |
| Sénaillac-Lauzès               | 46303      | CC du Causse de Labastide-Murat | 25,78            | 145 (2022)                        | 5,6                | modifier les données · modifier les données |
| Soulomès                       | 46310      | CC du Causse de Labastide-Murat | 7,67             | 133 (2022)                        | 17                 | modifier les données · modifier les données |
| Tour-de-Faure                  | 46320      | CA Grand Cahors                 | 8,77             | 320 (2022)                        | 36                 | modifier les données · modifier les données |
| Canton de Causse et Vallées    | 4605       |                                 | 781,64           | 9 607 (2022)                      | 12                 | modifier les données                        |

## Démographie
En 2022, le canton comptait 9 607 habitants, en évolution de +9,2 % par rapport à 2016 (Lot : +1,31 %, France hors Mayotte : +2,11 %).
| 2013  | 2018  | 2022  |
| ----- | ----- | ----- |
| 8 728 | 8 857 | 9 607 |